# Ford Kuga
Ford Kuga este un SUV al producătorului de automobile Ford. Este produs începând din 2008 fiind dezvoltat pe platforma Ford C1 pe care sunt bazate modelele Focus, C-MAX, Mazda3, Mazda5, Volvo C30, Volvo S40, Volvo V50 și Volvo C70.
A debutat la Frankfurt Motor Show în 2007. În anul 2008 modelul de producție a fost prezentat la Geneva Motor Show.
Este inspirat de conceptul Iosis X, care fost prezentat la Paris Motor Show în 2006.
A doua generație, care a fost lansată în 2013, este în mare parte identică cu Ford Escape, fiind disponibilă pe piața americană de la mijlocul anului 2012.

## Prima generație (2008–2012)
Din gama de motoare disponibile face parte un motor turbo pe benzină cu cinci cilindri de 200 CP. 
Versiunile turbo diesel au patru cilindri de la 136 până la 163 CP.
Dotările standard sunt șase airbag-uri, programul electronic de stabilitate (ESP), sistem antiblocare frâne (ABS), distribuția electronică a forței de frânare (EBD) și sistemul de control al tracțiunii. 
În vara anului 2011 nivelul de echipare Titanium a fost actualizat, oferind lumini de zi LED.
De la începutul anului 2011, motorul pe benzină respectă normele Euro referitoare la emisiile poluante.

## A doua generație (2013)
Producția noului Kuga a început la sfârșitul anului 2012 la uzina de asamblare Ford din Valencia, Spania.
Este disponibil cu tracțiune față și tracțiunea integrală.
Variantele pe benzină sunt 1.6 EcoBoost turbo de 150 CP (tracțiune față) și un 182 CP cu transmisie automată doar PowerShift. Versiunea diesel cu 2.0 TDCi 140 și 163 CP (tracțiunea integrală). 
Oferă cu 82 de litri mai mult spațiu decât modelul actual și scaunele din spate se pot plia la apăsarea a unui buton.
În eventualitatea unui accident și dacă airbagurile sunt declanșate, această tehnologie (parte a SYNC) folosește telefonul tău mobil pentru a apela serviciile de urgență, indicându-le acestora locul în care te afli. Functia de asistență in caz de urgență a primit premiul de „Cea mai bună inovație mobilă în domeniul auto sau utilități” în cadrul Premiilor Global Mobile, ediția 2012.
Dacă mașina este implicată într-un accident Sync folosește smartphone-ul asociat cu Bluetooth.
Trimite un apel de urgență cu declanșarea sistemului airbag care este ajutat de localizare GPS din mașină pentru a facilita serviciilor de urgență localizare mașinii.